# Petegem-aan-de-Schelde
Petegem-aan-de-Schelde (fr. Peteghem-sur-l'Escaut) – dzielnica (deelgemeente) gminy Wortegem-Petegem w Belgii, w Regionie Flamandzkim, w prowincji Flandria Wschodnia, w okręgu Oudenaarde. Do 31 grudnia 1970 samodzielna gmina. Leży nad Skaldą.

## Demografia
Liczba mieszkańców, stan na 1 stycznia:
| Rok                | 1930 | 1947 | 1961 | 2020 |
| ------------------ | ---- | ---- | ---- | ---- |
| Liczba mieszkańców | 1546 | 1587 | 1558 | 2075 |